# Ризики інвестиційної діяльності
Ризики інвестиційної діяльності — це імовірність отримати відмінний від очікуваного результат інвестиційної діяльності внаслідок дії екзогенних і ендогенних чинників впливу. Під очікуваним результатом йдеться про отримання доходів або/і досягнення певного соціального, технологічного, інформаційного, інноваційного та інших ефектів.

## Функції
Ризик інвестиційної діяльності як багатофункціональна категорія виконує досить широкий спектр функцій, які випливають одна з одної.
- Захисна функція полягає в запобіганні небезпеці, захисті особи, яка приймає рішення, якщо це рішення унаслідок об’єктивних причин призвело до небажаних наслідків. Виділяють два аспекти захисної функції: історико-генетичний та соціально-правовий. Історико-генетичний аспект захисної функції ризику проявляється в тому, що в результаті пошуку науковцями, інноваторами та інноваційними підприємцями засобів зниження ризику та захисту від негативних наслідків впливу несприятливих чинників відбувається розвиток як нормативної, та й позитивної функції науки ризикології у сфері інноваційно-інвестиційної діяльності. Соціально-правовий аспект захисної функції ризику спрямований на створення сприятливого економічного, правового, соціально-культурного, технологічного середовища для креативної діяльності інноваторів і пом'якшення наслідків негативних явищ.

- Регуляційна функція ризику має двоїстий характер: конструктивний (такий, що вносить певний порядок) та деструктивний (руйнівний, перешкодний реалізації нового). Конструктивність полягає у тому, що здатність ризикувати – один з чинників успішної діяльності інноватора. Деструктивний характер ризику проявляється тоді, коли рішення приймаються суб’єктивно, без врахування об’єктивних обставин та закономірностей розвитку явища.

- Аналітична функція передбачає критичну оцінку ризикової ситуації й, відповідно, підбір оптимально можливих рішень із множини варіантів розвитку ситуації. У процесі прийняття рішення аналізуються всі можливі варіанти (альтернативні та комбіновані), при цьому виділяються найбільш ефективні та найменш ризиковані.

- Креативна функція ризику інноваційно-інвестиційної діяльності полягає у стимулюванні створення нових знань, пошуку нетрадиційних шляхів розв'язання проблем, що постають перед інноватором. Ці проблеми пов’язані зі створенням і використанням нового продукту, техніки, технології, організації праці та управління.

- Стимулювальна функція проявляється в тому, що настання ризику спонукає суб'єктів інвестування мобілізуватись, проявити всі вміння і навички задля успішної нейтралізації, мінімізації або використання на свою користь загроз, які виникли.

- Регулятивна функція полягає в тому, що ризик може виступати об'єктом управління і через нього, до прикладу, регіональні органи влади можуть здійснювати управління іншими процесами соціально- економічного розвитку регіону.

- Координувальна функція проявляється в тому, що інвестонадавач у ризиковій ситуації змушений додатково координувати власні дії шляхом відбору оптимальних рішень і методів впливу.

- Страхова функція ризику обґрунтовує необхідність створення спеціалізованих інститутів, метою яких було б обмеження можливих втрат чи компенсація втрат від ризикової події, яка вже відбулася. Для цього створюються інфраструктура інноваційно-інвестиційної діяльності, зокрема, консалтингові фірми, інжинірингові фірми, розробницькі фірми, проєкт-менеджери, біржі інноваційних проєктів, інвестиційні фонди, компанії та трасти, страхові компанії[2].

### Класифікація
Ризики інвестиційної діяльності в регіоні поділяються за такими ознаками:
1. рівень впливу (зовнішні, внутрішні);
2. сфери прояву (адміністративно-правові, політичні, економічні, соціальні, екологічні, технічні, криміногенні, інформаційні);
3. джерела виникнення (системні, несистемні);
4. термін дії (довготермінові, середньотермінові, короткотермінові);
5. рівень передбачення (стохастичні, детерміновані);
6. можливі наслідки (низькі, середні, високі);
7. форми інвестування (ризики реального і фінансового інвестування);
8. типи (раціональні, нераціональні, авантюрні).

Управління ризиками ІД розглядається як систематичний процес відтворення реалістичної оцінки ризиків задля оптимізації їх рівня і реалізації цілей суб'єктів управління ІД. Дуже важливим моментом в управлінні ризиками є розробка інвестиційного плану. 

### Механізм управління
Механізм управління ризиками інвестиційної діяльності — це сукупність інструментів, методів, форм та засобів взаємодії суб'єктів управління ризиками з метою розроблення та реалізації управлінських рішень, спрямованих на запобігання настанню ризиків інвестиційної діяльності, зменшення і подолання наслідків їх впливу.
Ризик-менеджмент на підприємстві охоплює стратегію і тактику управління. Стратегія дозволяє сконцентрувати зусилля на варіантах рішення. Завданням тактики управління є вибір оптимального рішення і найбільш прийнятних у даній господарській ситуації методів і засобів управління. Об'єктом управління в ризик-менеджменті є ризик, ризикові вкладення капіталу й економічні відносини між господарюючими суб'єктами в процесі реалізації ризику. До цих економічних відносин відносяться відносини між страхувальником і страховиком, позичальником і кредитором, між підприємцями (партнерами, конкурентами). Тобто, фінансові ризики, це, в першу чергу, інвестиційні ризики. 
У ризик-менеджменті отримання надійної та достатньої в даних умовах інформації відіграє головну роль, оскільки воно дозволяє прийняти конкретне рішення по діях в умовах ризику. Будь-яке рішення щодо ризикованих проєктів ґрунтується на інформації, яка повинна бути структурована та динамічно візуалізуватись за допомогою інструментів інформаційного середовища.

## Методи управління
1. Ухилення від ризиків передбачає створення таких умов інвестування, при яких імовірність виникнення ризику заздалегідь ліквідована. Враховуючи багатофакторність економічного оточення, прагнення до повного уникнення ризиків інвестування в процесі управління, може призвести до стагнації виробництва, згортання діяльності, тобто для уникнення ризиків інвестування підприємство має повністю відмовитися від інвестицій. В рамках даної теми нам представляється важливим є не уникнення ризику взагалі (це неможливо), а передбачення і зниження його до прийнятного рівня.
2. Непротивлення ризиків передбачає покриття збитків коштом власних фінансових джерел. В цьому випадку достатньо уважно повинні бути проаналізовані два аспекти: ймовірність настання несприятливої події й визначення розміру можливих втрат. Якщо ризикові втрати нерегулярні та значні за величиною, то покривати їх за рахунок оборотних коштів недоцільно. Для цих цілей краще за все мати необхідний фінансовий резерв з тим, щоб покрити можливі втрати без скорочення активних оборотних коштів. Наявність у підприємства спеціальних фінансових фондів дозволяє знизити негативний ефект великих ризикових збитків. Враховуючи нестійку фінансово-економічний стан і практично повна відсутність у більшості підприємств власних обігових коштів, прийняття ризику може виявитися для них фінансовим крахом.
3. Зниження ризику передбачає диверсифікацію вкладення капіталу. Під диверсифікацією в цьому випадку розуміється вкладення фінансових коштів у кілька проєктів, прибутковості яких слабо корельовані між собою, тобто необхідно знайти інвестиційні проєкти з негативною кореляцією. Диверсифікація інвестицій заснована на принципі, згідно з яким набагато безпечніше реалізувати кілька малих інвестиційних проєктів, ніж один великий, при збереженні їх сумарного обсягу незмінним. Збитки від невдачі великого інвестиційного проєкту в кращому випадку можуть скінчитися довготривалим блокуванням капіталу навіть при наявності всіх необхідних страховок. Для невеликого підприємства це означає фінансову катастрофу.
4. Передача (трансфер) ризику передбачає передачу відповідальності за ризик від трансферера (сторони, що передає ризик) до трансфери (стороні, що приймає ризик). Як правило, трансфер ризику здійснюється на основі купівлі-продажу ризику (страхування).

## Інвестиційна безпека
Інвестиційна безпека регіону — стан захищеності регіональної економічної системи та інвесторів від деструктивного впливу ризиків інвестиційної діяльності, за якого коштом інвестицій забезпечується розширене відтворення основного й оборотного капіталів регіону.

## Страхування
Під страхуванням інвестицій розуміють страхування таких вкладень інвестора, які пов'язані з одержанням прибутку, а саме — підприємницьких (реальних) та фінансових інвестицій. 
Сьогодні більшість інвесторів намагаються себе максимально убезпечити та оформляють страхування інвестиційних ризиків. У будь-якого є можливість застрахувати свої капіталовкладення від всіх стандартних видів ризику:
- Від втрати прибутку. У разі зриву поставок або зупинки виробництва буде виплачена компенсація;
- Від втрати права власності. У разі рейдерського захоплення або іншої причини втрати власності виплачується компенсація;
- Від ламання обладнання. Відразу варто відзначити, що застрахувати від поломок і неправильної експлуатації можна тільки професійне сучасне обладнання;
- Від відповідальності керівників. У разі несумлінного виконання керівниками своїх посадових обов’язків виплачується компенсація[5].